# Chíquiza

Localização de Chiquiza no departamento de Boyacá.

Chiquiza é um município no departamento de Boyacá, na Colômbia.